# Maklen
Maklen ali poljski javor (znanstveno ime Acer campestre) je listopadno drevo iz družine javorov.

## Opis
Maklen ima močno, včasih zavito deblo in lahko zraste do 20 metrov visoko. Na leto zraste približno med 25 in 45cm. Krošnja drevesa je okrogla, lubje pa je sivorjavo in precej hrapavo, skorja pa se mrežasto lupi in je drobno razpokana.
Listi so dokaj majhni in so dlanasto deljeni na 3 do 5 krp, od katerih je srednja lahko še dodatno deljena. Listi so usnjati in debeli. Po zgornji strani so temno zeleni, po spodnji strani pa so svetlejši in dlakavi. V jeseni se obarvajo rumeno ali rdečkasto, nato pa odpadejo.
Cvetovi so zelenkasto rumeni, združeni pa so v pokončna socvetja. Cvetijo meseca maja. Iz njih se razvijejo krilati plodiči, ki so sprva združeni po dva in dva, ko pa dozorijo se razpolovijo. Semena se proti tlim spustijo tako, da se vrtijo okoli lastne osi in spominjajo na drobne helikopterje. Semena dosežejo do 4 centimetre v dolžino, krila pa na bazi niso zožena.
Les je svetlo rjav ali rdečkasto bel in je precej trd.

## Razširjenost in uporabnost
Maklen najpogosteje raste na apnenčastih tleh, raste pa v Evropi, na Krimu, Kavkazu, Mali Aziji, severni Perziji, pa vse do Severne Afrike. Zaradi trdega in trpežnega lesa, so iz maklen že od nekdaj uporabljali za izdelavo kopij in sulic. V Sloveniji je maklen dokaj pogost, ni pa gospodarsko pomemben.
Maklen je izjemno priljubljen tudi med gojitelji bonsaijev . Posušene maklenove poganjke so nekoč uporabljali za špile pri domačih klobasah, običaj je dandanes še vedno ohranjen. Les se uporablja v kolarstvu, strugarstvu, mizarstvu.